# Musta Mäntyjärvi
Musta Mäntyjärvi är en sjö i kommunen Lieksa i landskapet Norra Karelen i Finland. Den är 12,9 meter djup. Arean är 38 hektar och strandlinjen är 4,49 kilometer lång. Sjön  ingår i Vuoksens huvudavrinningsområde.   Den ligger omkring 79 kilometer nordöst om Joensuu och omkring 450 kilometer nordöst om Helsingfors. 
Musta Mäntyjärvi ligger söder om Valkea Mäntyjärvi. 